# Узбекская Википедия
Узбе́кская Википе́дия (узб. Oʻzbekcha Vikipediya) — раздел Википедии на узбекском языке, свободно редактируемая энциклопедия. Основана в декабре 2003 года.

## Статистические показатели
По состоянию на сегодня раздел содержит 294 090 статьи и с этим показателем занимает 41 место по количеству статей среди всех разделов. Показатель качества — «глубина» — для узбекского раздела Википедии равен 37,7. Общее число правок составляет 5 483 000. В узбекском разделе Википедии есть 12 избранных статей (узб. Tanlangan maqolalar) и 24 хороших статей (узб. Yaxshi maqolalar). По количеству статей, которые должны быть в каждом разделе Википедии, Узбекский раздел занимает 59 место.
В узбекской Википедии зарегистрировано 185 204 участников. Из них 8 участников имеют статус администратора.
Узбекская Википедия содержит систему преобразования текста и поэтому любую статью, и тексты можно просмотреть в разных вариантах — на латинице или кириллице. По умолчанию сайт использует латинский алфавит.
По данным статистики alexa.com, в апреле 2022 года Википедия занимала 6-е место по посещаемости среди сайтов в Узбекистане.

## История
Первая версия главной страницы была создана 21 декабря 2003 года. Первое время раздел развивался медленно.
15 января 2006 года была написана 100-я статья, 24 мая того же года — 500-я, а 28 мая — 1000-я, затем 15 августа — 2000-я, 16 августа 3000-я, 17 августа — 4000-я.
В 2009 году ресурсным центром сети ZiyoNET на домене wiki.zn.uz было запущено зеркало узбекского раздела Википедии, однако раздел там был доступен только для чтения. Любой желающий мог воспользоваться Узбекской Википедией, не расходуя свой международный трафик.
17 феврале 2012 года Узбекская Википедия была заблокирована в Узбекистане по указанию властей страны. При этом другие разделы заблокированы не были. На тот момент сайт входил в число 15 самых популярных в Узбекистане. По мнению Сары Кендзиор, специалиста по новым медиа в Центральной Азии и профессора Вашингтонского университета, несмотря на то, что записи в Википедии на узбекском языке об исторических и политических событиях Узбекистана часто следуют официальной интерпретации властей, сайт, тем не менее, представляет собой конкуренцию государственной идеологии. Например, там можно найти записи о политической оппозиции Узбекистана, ситуации в Каракалпакстане и содержание сексуального и порнографического толка.
В декабре 2012 года заливка статей о населённых пунктах с помощью бота привела к обгонам грузинской и македонской Википедий по количеству статей.
В 2013 году началась заливка двенадцатитомной «Национальной энциклопедии Узбекистана», и узбекская Википедии резко обогнала многие Википедии.
В 2022 году президент Узбекистана Шавкат Мирзиёев поддержал деятельность молодёжной инициативной группы (её руководителем была названа журналистка и поэтесса Мехриноз Аббосова) по размещению в узбекском разделе Википедии около 10 тысяч новых статей и заявил, что на пополнение узбекской Википедии, а также на размещение статей об Узбекистане в других языковых разделах, государством будет выделено 10 миллиардов сумов (около 900 тысяч евро).

## Активность узбекской Википедии
| Рост числа статей | Рост числа статей |
| Количество        | Дата              |
| ----------------- | ----------------- |
| 100 статей        | 15 января 2006    |
| 500 статей        | 24 мая 2006       |
| 1000 статей       | 28 мая 2006       |
| 2000 статей       | 15 августа 2006   |
| 4000 статей       | 17 августа 2006   |
| 7000 статей       | 17 января 2009    |
| 10 000 статей     | 5 июня 2012       |
| 20 000 статей     | 5 июля 2012       |
| 30 000 статей     | 31 июля 2012      |
| 40 000 статей     | 27 августа 2012   |
| 50 000 статей     | 8 ноября 2012     |
| 60 000 статей     | 29 ноября 2012    |
| 70 000 статей     | 4 января 2013     |
| 80 000 статей     | 13 февраля 2013   |
| 90 000 статей     | 10 марта 2013     |
| 100 000 статей    | 20 марта 2013     |
| 110 000 статей    | 21 апреля 2013    |
| 120 000 статей    | 9 мая 2013        |
| 140 000 статей    | 17.05.2022        |
| 150 000 статей    | 04.07.2022        |
| 160 000 статей    | 04.08.2022        |
| 170 000 статей    | 25.09.2022        |
| 180 000 статей    | 22.10.2022        |
| 190 000 статей    | 26.11.2022        |
| 200 000 статей    | 26.11.2022        |
| 294 090 статей    | Сегодня           |

## Текущая статистика
По состоянию на 16 июля 2025 в узбекском разделе Википедии зарегистрировано 185 204 участника, из них 313 совершили какое-либо действие за последние 30 дней, а 10 участников имеют статус администраторов. Общее число правок составляет 5 483 000.
Данный языковой раздел насчитывает 294 090 статей, занимая по этому параметру 41-е место среди всех разделов.
Показатель качества — «глубина» — для узбекского раздела Википедии равен 37,7.

## Блокировка
В конце 2011 года в Узбекистане была заблокирована верхним провайдером Узбекская Википедия. Позднее данная блокировка была отменена и доступ к энциклопедии восстановлен.